# パナマ・ルイス
パナマ・ルイス（Carlos "Panama" Lewis、男性、1945年11月4日 - 2020年9月）は、ボクシングトレーナー。
ボクシング史に残る凄惨な事件を起こしたことで知られる。

## 経歴
1980年代初期には、エマニュエル・スチュワードやルー・デュバと並ぶ名トレーナーとされていた。

### 薬物入りボトル疑惑
1982年11月12日、アーロン・プライヤー対アレクシス・アルゲリョで、トレーナーとしてプライヤーのセコンドに付くが、13ラウンド終了後のインターバル中に、ルイスが「そのボトルじゃない、俺が混ぜたボトルを寄こせ」と、アシスタント トレーナーに指示する姿を中継カメラが捉える。試合は14ラウンドにプライヤーがTKO勝ちするが、カメラが捉えていた発言から、ルイスが精神刺激薬を混ぜた水をプライヤーに与えたのではないかという疑惑が浮上する。ルイスは、ボトルの内容物は水道水と炭酸水のペリエを混ぜたものだと、疑惑を否定し処分されなかったが、疑惑が晴れることはなかった。
後にHBOが製作したドキュメンタリー番組「リングの中の暴行罪」の中で、ボクサーのルイス・レストが、パナマ・ルイスは肺活量を増やしスタミナを増強させるために、水の中に喘息薬を砕いて混ぜていたと証言している。

### ビリー・コリンズ事件
1983年6月16日のビリー・コリンズ・ジュニア対ルイス・レストの試合で起きた事件。ロベルト・デュラン対デビー・ムーアの前座で行われ地上波テレビ局のABCが全米に中継した。
試合はルイス・レストが10回3-0の判定で勝利したことが告げられ、レストがコリンズのコーナーへ行き、コリンズのトレーナー兼父親のビリー・シニアに握手を求めた。しかしビリー・シニアがレストのボクシンググローブが普通よりも薄いことに気づき、ニューヨーク州ボクシングコミッションにグローブの調査を要求する。調査の結果、それぞれのグローブの手のひらの部分に0.75インチの穴が見つかり、1オンスずつ中綿が抜かれていたことが判明した。コリンズは虹彩を損傷するなど、視力障害でこの試合を最後に、ボクシングを引退せざるを得なくなった。
1983年7月1日、ニューヨーク州コミッションはパナマ・ルイスがグローブに細工をしたと断定し、パナマ・ルイスのボクシングライセンスを永久に剥奪することを決定。試合結果もノーコンテストに変更した。
1984年3月6日、コリンズがテネシー州の自宅近くで排水溝に車を激突させ事故死する。ボクシングを続けることが出来なくなったことに悲観しての自殺と言われている。
1986年10月、ルイスとレストは裁判にかけられ、暴行罪、武器の不法所持、犯罪の共謀で有罪となり、ルイスに懲役6年、レストに懲役3年が宣告される（ルイスは1990年に出所する）。
数年後、この事件に焦点を当てたドキュメンタリー番組「リングの中の暴行罪」の中で、レストはルイスが少なくとも2回、グローブから中綿を抜いたことがあった事と、パンチ力を増すためにバンテージを石膏に浸していた事を証言している。
ルイスは亡くなるまで「レストのバンテージを巻いたセコンドのアーティー・カーリーが不正をしたのであって、自分は無罪である」と主張していた。